# Ignace-Frédéric de Mirbeck
Ignace-Frédéric de Mirbeck (1732-1818) fue un abogado francés que se hizo conocido por sus numerosos alegatos bajo el antiguo régimen monárquico francés y sus funciones como comisario de la república durante la revolución haitiana en la colonia de Saint-Domingue desde el 29 de noviembre de 1791 hasta el 1 de abril de 1792, junto a los comisarios Roume de Saint-Laurent y Saint-Léger.

## Biografía
Ignace-Frédéric de Mirbeck nació el 2 de mayo de 1732, en San Sebastián de Nancy. Su padre fue Michel Mirbeck, originario de Brabante, el cual se desempeñaba como admodificador al servicio de los príncipes de Salm-Salm en Villiers-sur-Marne, en Lorena. Su hermano menor Nicolás Mirbeck fue pintor y militar.
Ignace-Frédéric de Mirbeck fue nombrado abogado del Consejo de Estado y Privado del Rey de Polonia, en Lunéville, y tras la muerte de este príncipe, en 1774, adquirió el cargo de secretario del rey, casa y corona de Francia. Estas funciones lo llevaron a escribir muchas memorias legales, lo que contribuyó a su buena reputación. Luego se convirtió en director de la Ópera Nacional de Lorena. 

### Comisionado en Saint-Domingue (1791-1792)
Durante la Revolución Francesa, fue nombrado Comisario Nacional Civil, delegado por el rey en la colonia francesa Saint-Domingue, donde acababa de estallar la Revolución Haitiana junto a los otros dos comisarios de la república Roume de Saint-Laurent y Saint-Léger. Permaneció en la isla desde el 29 de noviembre de 1791 hasta el 1 de abril de 1792.
Durante su estadía en Saint-Domingue, los tres comisarios se enfrentan a los denominados "Leopardos" (también llamada "Fracción de los 85"), los cuales era unos colonos de Sait-Domingue que habían sido elegidos por la autoproclamada "Asamblea de San Marcos" que se resistía a las nuevas reformas de la revolución francesa, quienes el 7 de agosto de 1790 se apoderaron de un barco denominado "Gatopardo", después de haber convencido a la tripulación que se había amotinado", para ir a Francia a defender su causa.
Y una vez desembarcados en la colonia, la primera decisión de los comisarios Roume de Saint-Laurent, Mirbeck y Saint-Léger fue la de derribar los patíbulos que se habían levantado en la isla, para luego una amnistía general el 5 de diciembre de 1792. Pero a pesar de sus esfuerzos, aún perdura la revuelta de "Los Leopardos", gracias al decreto del 24 de septiembre de 1791, que otorgaba a la Asamblea Colonial el derecho de decidir sobre el régimen interno de la colonia.
En un informe oficial, Ignace-Frédéric de Mirbeck comienza a relatar detalladamente la sedición, de la que personalmente decide distanciarse. El 27 de mayo de 1792, presentó su informe final a la Asamblea Nacional Francesa informando sobre el deterioro de la situación en Santo Domingo, conminando al envío de más refuerzos de tropas a la isla.